# 马修·谢巴德
馬修·韋恩·雪柏（英語：Matthew Wayne Shepard，1976年12月1日—1998年10月12日）是一個美國大學生，就讀於懷俄明大學，他在1998年10月6日至7日間於懷俄明州的拉勒米市附近遭人虐待致死。當時他被路人發現，送往科羅拉多州科林斯堡的波德谷醫院（Poudre Valley Hospital），因頭部重傷而宣告不治。
審訊過程中曾有證人指出雪柏是因為他的同性戀者身分被鎖定。他的謀殺案在美國乃至全球引起輿論關切，並促使美國各州以及聯邦立法機構展開關於仇恨罪的立法討論。

## 事件始末
1998年10月7日午夜前後，21歲的谢巴德在一家酒吧與麥金尼及亨德遜相遇。隨後，麥金尼和亨德遜邀請谢巴德一同乘車離開。谢巴德一上車就被麥金尼和亨德遜洗劫，兩人還用槍柄敲打折磨他。他們之後將他綁在偏遠地區的柵欄上，任其自生自滅，一直要到18個小時后，亞倫·克瑞菲爾斯才發現被捆綁在柵欄上的谢巴德，他起初還誤以為是一個稻草人。被發現時，谢巴德尚存活但已陷入重度昏迷。而麥金尼和亨德遜在搶來的財物上發現谢巴德的住址，并企圖去他家搶劫。
谢巴德的前額和右耳附近骨折，並伴有重度腦幹損傷，進而影響他的心率、體溫等生命跡象。同時在他的頭部、面部和頸部大約有18個大小不等的傷口，傷勢非常嚴重。在醫生的急救下，谢巴德雖然沒有恢復知覺，但暫時沒有生命危險。谢巴德在加護病房急救的時候，拉勒米市的居民為他進行燭光守夜的祈禱活動。
10月12日上午12時53分，波德谷醫院宣布谢巴德傷重不治。在他過世後不久，警方就拘捕了麥金尼和亨德遜兩人，並在兩人的車上發現染有血跡的手槍、被害人的鞋子和錢包。他們還企圖讓自己的女友做偽證以提供不在場證明。

## 審判

謝巴德謀殺案庭審現場，罗素·亚瑟·亨德逊和艾伦·詹姆斯·麦金尼等候出庭作證。攝於1998年。

被告在庭審過程中使用了許多理由進行辯護，他們試圖向陪審團證明他們是同性恋恐慌防卫（Gay Panic Defense），並使用精神障礙辯護來解釋自己為何犯罪；但是另一方面，他們又宣稱自己只想搶劫马修·谢巴德，並沒有謀殺的意圖。
負責此案的地方檢察官指控，亨德逊和麦金尼假裝自己是同性戀者以騙取马修·谢巴德的信任，再伺機對他進行搶劫。在審訊過程中，被告女友崔喜迪·帕西蕾（Chastity Pasley）和克莉絲汀·普瑞斯（Kristen Price）作證指出亨德逊和麦金尼事前確實有過「假裝同性戀者並進行搶劫」的計畫。之後他們就前往爐邊酒吧（Fireside Lounge），選定21歲的马修·谢巴德為目標。麦金尼表示，谢巴德上了他們的車後吻了他，他們就把他帶到拉勒米的偏遠地區進行搶劫并毒打折磨他，還從車子里拿出繩子將他捆綁在木柵欄上。马修·谢巴德則一直苦苦哀求他們饒他一命。根據報導，马修·谢巴德被打得滿臉是血，少數乾淨的部位是他淚水流經的地方。帕西蕾和普瑞斯另外作證指出，她們的男友當時並未受毒品的影響。
亨德逊在1999年4月5日認罪，同意轉為汙點證人以避免可能的死刑判決，最後他被判處兩次無期徒刑；而麦金尼則被陪審團裁定謀殺罪名成立，并開始進行死刑審議，但最後在谢巴德父母的遊說下改判無期徒刑，而且不得假釋。
亨德逊和麦金尼起初被關押在位於羅林斯的懷俄明州州立監獄。后由於該監獄人滿為患而轉到其他監獄。

## “20/20”報導
2004年年底，美國廣播公司記者伊莉莎白·維加斯（Elizabeth Vargas）在電視節目《20/20》中再次報導這一起謀殺案。雖然維加斯的調查主要是對當事人的一些採訪，但是還是被視為“马修·谢巴德謀殺案的最新細節”。其中比較新穎的觀點是，她認為马修·谢巴德謀殺案的主要動機是毒品影響而非马修·谢巴德的性傾向。
麦金尼、亨德逊和克莉丝汀·普瑞斯（麦金尼的女友）在這次採訪中宣稱，襲擊的起因只是因為毒癮發作和搶劫失敗。普瑞斯在跟維加斯的交談中公開表示，“我不認為這是一起因為歧視而導致的犯罪，我從來沒有這樣認為過。”這個說法違背了普瑞斯在1998年首次接受《20/20》採訪時的說法。她當時說到“（麦金尼和亨德逊）將马修·谢巴德揍得怎麼慘就是為了給他一個足夠的教訓，教訓他不是一個直人。”
同時，在這次報導中，長期為麦金尼和普瑞斯提供住處的密友湯姆·奧康納（Tom O'Connor）相信麦金尼其實是一個雙性戀者，兩人曾有過性行為，對此麦金尼在採訪中否認。另外，奧康納還在報導中聲明，谢巴德曾經告訴過他，他是一個艾滋病帶原者。
拉勒米警察局警長兼指揮官戴夫·奧瑪利（Dave O'Malley）也在這次報導中指出毒癮動機不一定能取代同性恋恐惧症動機。“起初我以為這只是一起搶劫案……他們需要二十美金去買一雙鞋……然後隨著調查，我的觀點發生了改變……雖然，（真相）可能我們已經無法獲悉。……但是，因為馬修的死，我不會相信他們（麦金尼和亨德逊）所說的事情。”

## 仇恨罪立法

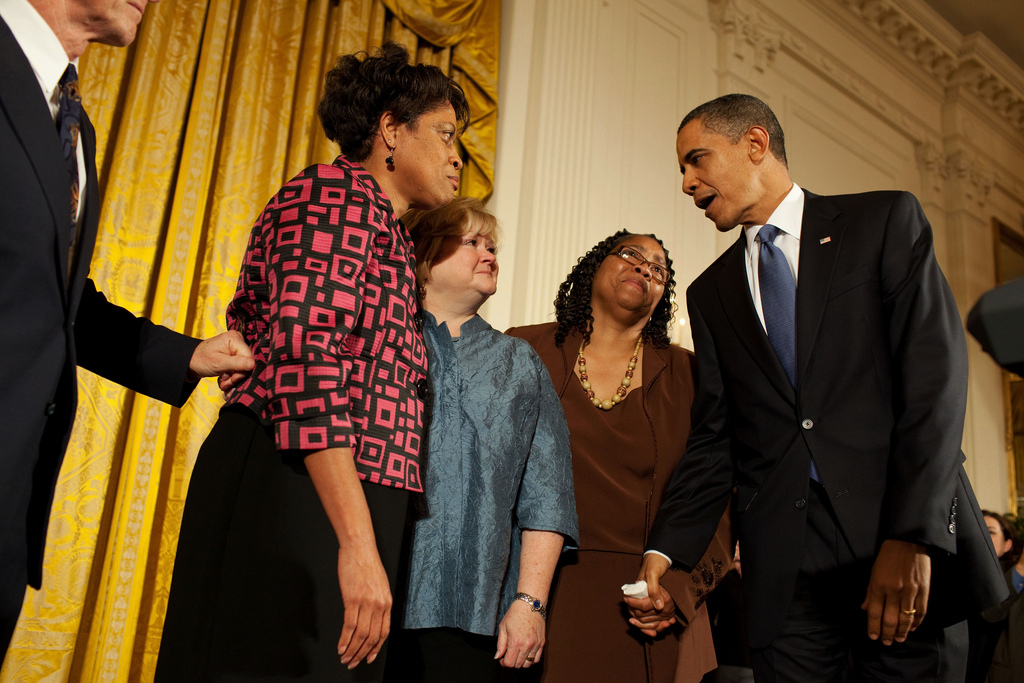
2009年，时任美国总统贝拉克·奥巴马与马修·谢巴德家属在仇恨罪立法通过纪念的招待会中见面。

在馬修·謝巴德謀殺案中，麥金尼和亨德遜沒有被控以仇恨罪，因為懷俄明州並沒有相關法規。但是在這起謀殺案的推動下，州民開始要求重修仇恨罪法規，尤其是類似謝巴德案這樣以歧視性取向而導致的嚴重犯罪行為。但事實上，無論是根據美國聯邦法律或懷俄明州州法，因為同性恋恐惧症而導致的犯罪行為是不能指控為仇恨罪。
在之後召開的懷俄明州州議會上，一項旨在將因為受害人身份而進行攻擊的犯罪納入仇恨罪範疇的法案在懷俄明州州眾議院里以“30:30”的票數未獲通過。
而在聯邦政府，時任美國總統的比爾·柯林頓試圖延長新的仇恨罪法案，但在1999年被美國眾議院否決，該法案將同性戀者、婦女和殘疾人士都納入法律保障裡。在2004年，該法案在參眾兩院獲得通過，但被协商委员会（Conference Committee）否決。
2007年3月20日，《馬修·謝巴德法案》（Matthew Shepard Act）被排進美國國會的議程裡，時為美國民主黨總統候選人的約翰·可尼爾斯（John Conyers）連同171位議員支持這項議案，馬修·謝巴德的父母也出席了它的聽證會。5月3日，《馬修·謝巴德法案》在眾議院獲得通過；9月27日，類似的法案在美國參議院也獲得通過。雖然當時的美國總統小布希揚言將動用否決權，但最後并沒有採取行動。
2007年12月10日，美國國會試圖通過針對仇恨罪的國防部授權法案卻遭到否決。眾議院議長南希·佩洛西說她“將致力於讓該法案獲得通過”，但她在2008年年初的努力依然被否決。而时任美國總統奧巴馬說他也將推動該法案的通過。。
2009年4月29日，美國眾議院就擴大仇恨罪的適用範圍展開辯論，北卡羅來納州眾議員佛吉利亞·福克斯（Virginia Foxx）說“仇恨罪被馬修·謝巴德謀殺案貼上了可笑的標籤”。馬修·謝巴德的母親隨後對福克斯的評論表達抗議。福克斯最後不得不公開道歉，承認自己當時的評論是“口不擇言”。這項被編為H.R.1913的法案最後以249票對175票獲得通過。4月28日，美國參議院也就此法案展開了辯論。

## 輿論回應
谢巴德的母親也成了一名同志權利的宣導者，并同時主持了马修·谢巴德基金會（Matthew Shepard Foundation）。

### 支持
作爲對襲擊者的回應，娛樂界的人們把他們的憤怒以各種各樣不同形式的作品表達出來。
女演員艾伦·德杰尼勒斯在華盛頓特區出席紀念谢巴德的活動。在活動上，她表示在事件發生前不久的出柜是“防止這類事情的發生”。
搖滾樂手艾爾頓·強和伯尼·陶平（Bernie Taupin）創作了紀念歌曲《美國三角》（American Triangle，源於希特勒時期對同性戀者採用的粉红三角形標誌）。
女同志歌手玛丽莎·依瑟丽姬（Melissa Etheridge）出於對谢巴德的敬意寫了一首《稻草人》（Scarecrow）的歌曲，歌曲名字的含義是指谢巴德被發現的時候被人誤以為是稻草人。
另外還有多莉·艾莫丝等藝人也發表作品對谢巴德表示懷念和同情。
同時出品了兩部關於谢巴德的影視作品《同志少年殺人事件》（The Laramie Project，又譯《拉勒米计划》）以及《马修·谢巴德傳》（The Matthew Shepard Story）。這兩部電影都獲得了很多獎項。

### 反對
在谢巴德的葬禮上以及兇手的審判上，牧師弗雷德·菲尔普斯（Fred Phelps）以及他們的支持者都在外面示威，他們高呼口號“马修·谢巴德在地獄中腐爛”，“艾滋病殺死同性恋者”以及“上帝憎恨同性戀”。同時菲利普斯也積極申請許可，希望可以在即將建成的谢巴德紀念碑的上面寫上“马修·谢巴德於1998年10月12日進地獄，由於他不聼上帝的勸諭：‘男人不可以像和女人一樣躺在男人身上，這是可憎的。’《利未記 18：22》”
在亨德遜的審訊上，谢巴德的一個朋友創作了一個“和平天使”，他們以一個圓圈的形式圍在菲利普斯的周圍阻擋他們的示威。和平天使們穿著白色的禮服和一雙巨大的翅膀。同樣的行動在菲利普斯的其它幾次示威中被使用。

### 相關文獻
- Campbell, Shannon; Laura Castaneda. . Thousand Oaks, Calif.: Sage Publications, Inc. 2005. ISBN 1-4129-0998-8.
- Fondakowski, Leigh; Kaufman, Moisés. . New York: Vintage Books. 2001. ISBN 0-375-72719-1.
- Garceau, Dee; Basso, Matthew; McCall, Laura. . New York: Routledge. 2001. ISBN 0-415-92471-5.
- Hinds, Patrick; Romaine Patterson. . New Hampshire: Advocate Books. 2005. ISBN 1-55583-901-0.
- Jimenez, Stephen. . Steerforth Press. 2013. ISBN 978-1-58642-226-4.
- Loffreda, Beth. . New York: Columbia University Press. 2000. ISBN 0-231-11859-7.
- McConnell, David. . Akashic Books. 2013. ISBN 978-1617751325.
- Swigonski, Mary E.; Mama, Robin S.; Ward, Kelly. . New York: Routledge. 2001. ISBN 1-56023-256-0.
- Krutzsch, Brett. . New York: Oxford. 2019. ISBN 978-0-19068-521-8.

## 外部連結
- 马修·谢巴德基金會官方網站 （页面存档备份，存于）（英文）